# 이도훈 (사회학자)
이도훈(1972년 ~ )은 대한민국 교육자, 사회학자로, 현재 서울대학교  사회학과 교수로 재직 중이다.

## 약력
이도훈은 1995년 서울대학교 종교학 학사 및 1999년 동 대학원 사회학 석사, 2008년 노스캐롤라이나 대학교 채플힐에서 사회학 박사를 수여받은 뒤, 2010년까지 프린스턴대학교 아동복지연구소(Center for Research on Child Wellbeing)에서 박사후 과정을 거쳤다. 인구학 및 가족사회학 연구의 대가인 캐슬린 뮬란 해리스, 사라 맥라나한, 지니 브룩스-건 교수 등의 영향 아래, 생애과정 주기 동안의 인지 및 비인지적 기능의 발달 요인 및 영향, 아동의 발달에 있어 가족 구조의 인종에 따른 이질적 영향, 경제위기와 부모 양육 양상과의 관계 및 관련 유전자와의 상호작용 연구 등을 고급 통계 및 인과추론 기법을 통해 제시하고 있다.

## 연구 목록 (선별적)
- Lee, Dohoon, Jeanne Brooks-Gunn, Sara S. McLanahan, Daniel Notterman, and Irwin Garfinkel. 2013. "The Great Recession, Genetic Sensitivity, and Maternal Harsh Parenting." Proceedings of the National Academy of Sciences 110(34): 13780-13784.
- Lee, Dohoon. 2010. "The Early Socioeconomic Effects of Teenage Childbearing: A Propensity Score Matching Approach." Demographic Research 23: 697-736.
- Perreira, Krista, Kathleen Mullan Harris, and Dohoon Lee. 2006. "Making It in America: High School Completion by Immigrant and Native Youth." Demography 43(3):511-536.